# Acontia biplaga
Acontia biplaga là một loài bướm đêm trong họ Noctuidae.